# براء أشرف
البراء أشرف (22 آب/أغسطس 1985 – 6 أيلول/سبتمبر 2015) كان صحفيًا ومدونًا من مصر. اشتهرَ أشرف بفضل مدوّنته والمقالات التي كان يُحرّرها بين الفينة والأخرى، كما صدر لو كتابٌ واحدٌ في مسيرتهِ المهنيّة القصيرة تحتَ عنوان «البدين».

## الحياة المُبكّرة والتعليم
ولد براء أشرف بمحافظة قنا، ودرس الصحافة في كلية الآداب بجامعة جنوب الوادي، وتزوج من الصحفية دعاء الشامي، وأنجب منها ابنتين هما «مليكة»، و«كرمة». بدأ طريق الكتابة عبر مدونته الشهيرة «وأنا مالي» التي قدم من خلالها العديد من الكتابات الساخرة، وكان شعارها «وطني لو شغلت بالخلد عنه.. هيتسرق». وأسس البراء شركة «هاندميد» لإنتاج البرامج التليفزيونية والأفلام الوثائقية في عام 2012، كما عمل مديرا فنيا لشركة «آي فيلمز»، وشركة "I Films" التي واصل من خلالها عمله على الأفلام الوثائقية، ثم أسس بعدها ستوديو Handmade الذي يتعاون من خلاله مع عدد كبير من المحطات التليفزيونية المصرية والعربية في شتى المجالات، وله كتاب منشور بعنوان «البدين».
وكانت أشهر الأفلام الوثائقية التي أخرجها، فيلمين أحدهما عام 2010 بعنوان «مصطفي محمود.. العالم والإيمان»، والآخر بعنوان «مشمش أفندي».

## المسيرة المهنيّة
بعدما أنهى دراستهُ الصحافة في كلية الآداب بجامعة جنوب الوادي، عاش في مصر حتى سن الـ 22 عامًا وانتقل للعيش في اسطنبول بتركيا. بدأ براء أشرف (أو البراء أشرف) مسيرتهُ المهنيّة مبكّرًا من خلال تحرير وكتابة المقالات وتعبيرهِ عن الآراء المختلفة في مدوّنته. كان براء منذ البداية مولعًا بالسخريّة والنقد البنَّاء. انتقل في وقتٍ لاحق للسينما حيثُ تخصَّص في مجال الأفلام والأعمال الوثائقية. بدأ الكتابة عبر مدونته «وأنا مالي» التي حقَّقت شهرة كبيرة، حيث قدَّم خلالها العديد من الكتابات الساخرة، وكان شعارها «وطني لو شغلت بالخلد عنه.. هيتسرق».
أنتج براء وأخرج العديد من الأفلام الوثائقية المصرية، ثمّ أسَّسَ لاحقًا جريدة «عشرينات» التي كانت تابعة لموقع إسلام أون لاين الذي كانت تُشدّد عليه السلطات حينها. انتقل أشرف للعمل في مجال إنتاج الأفلام الوثائقية، حيث شاركَ في إنتاج وإخراج العديد منها. أسَّس لاحقًا البراء شركة «هاندميد» لإنتاج البرامج التليفزيونية والأفلام الوثائقية في عام 2012، كما عمل مديرا فنيًا لشركة «آي فيلمز» التي واصل من خلالها عمله على الأفلام الوثائقية، ثم أسَّس بعدها ستوديو هاندميد الذي تعاون من خلاله مع عدد كبير من المحطات التليفزيونية المصرية والعربية في شتى المجالات. لدى البراء أشرف رواية واحدة صدرت بعنوان «البدين»، أمَّا أشهر الأفلام الوثائقية التي أخرجها، فكان الفيلم الذي صدر عام 2010 بعنوان «مصطفي محمود.. العالم والإيمان»، وفيلم آخر بعنوان «مشمش أفندي»، فضلًا عن فيلم آخر بعنوان «الطريق إلى كيلي».

## انتقادات
تعرَّض البراء أشرف للكثير من الانتقادات خلال حياتهِ من قِبل مؤيدين للنظام المصري حينها ومن قِبل مؤيدين للإخوان المسلمين. نشرت أحد الجرائد الحزبيّة التابعة لتنظيم الإخوان مقالة بعنوان «وفاة براء أشرف بعد توبته من تأييد الانقلاب» وذلك عقب مفارقتهِ الحياة بأيّام قليلة، بل وُصف أشرف من قِبل البعض بـ «الخائن المؤيّد للنظام الانقلابي».

## وفاته
توفي البراء في 6 سبتمبر 2015 إثر جلطة قلبية مفاجئة بعد إجرائه عملية جراحية

## روابط خارجية
- مدونة البراء أشرف